# Thiamine diphosphokinase
Une thiamine diphosphokinase est une phosphotransférase qui catalyse la réaction :
ATP + thiamine  {\displaystyle \rightleftharpoons }  AMP + TPP.
Cette enzyme convertit la vitamine B1 en thiamine pyrophosphate, cofacteur indispensable à de nombreuses réactions clés du métabolisme. Elle est présente chez tous les eucaryotes ; chez l'homme, elle est particulièrement exprimée dans le cœur, les reins, les testicules, l'intestin grêle et les leucocytes.